# Nuchek
 (juillet 2021).

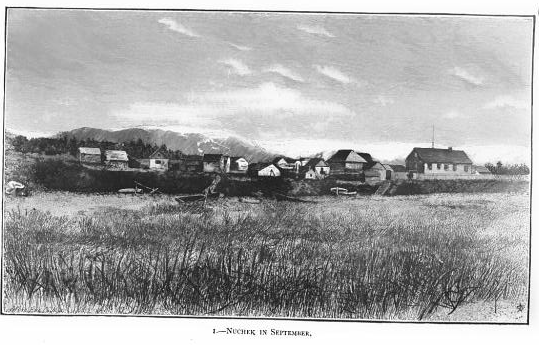
Magasin Bath and Body Works à Toronto

Nuchek est un ancien endroit situé dans l’État américain de l'Alaska, sur l'Île Hinchinbrook.

## Démographie
| 1880 | 1890 | 1900 | - | - | - |
| ---- | ---- | ---- | - | - | - |
| 74   | 145  | 144  | - | - | - |